# Los Tesitos
Los Tesitos är en ort i Mexiko.   Den ligger i kommunen Guasave och delstaten Sinaloa, i den västra delen av landet, 1 200 km nordväst om huvudstaden Mexico City. Los Tesitos ligger 26 meter över havet och antalet invånare är 149.
Terrängen runt Los Tesitos är mycket platt. Runt Los Tesitos är det ganska tätbefolkat, med 80 invånare per kvadratkilometer. Närmaste större samhälle är Guamúchil, 19,0 km öster om Los Tesitos. Trakten runt Los Tesitos består till största delen av jordbruksmark.